# Caberto Conelli
Carlo Alberto Conelli, conte de Prosperis (Belgirate, 28 agosto 1889 – Belgirate, 25 agosto 1974), è stato un pilota automobilistico e aviatore italiano.

## Biografia
Durante la Prima guerra mondiale dopo aver fatto l'autiere sul Fronte macedone nel 1917 ottiene il brevetto di pilota di aeroplano. Nel febbraio 1918 il Tenente Conelli arriva all'80ª Squadriglia caccia, nel luglio successivo passa alla 77ª Squadriglia aeroplani e dal 1º ottobre è nella 91ª Squadriglia aeroplani da caccia abbattendo quattro aerei nemici e venendo insignito di una Medaglia d'argento al valor militare, una Medaglia di bronzo al valor militare e della Croce di guerra al valor militare.
Caberto Conelli esordì nel mondo dei gran premi all'inizio degli anni venti, alla guida di una Bugatti. Dopo un secondo posto alla Targa Florio del 1927, colse la sua prima e unica affermazione di rilievo al Gran Premio del Belgio del 1931, valido per il Campionato europeo, in coppia con William Grover-Williams.

## Risultati

### Risultati nel Campionato europeo di automobilismo
| 1931    | Scuderia | Vettura     | ITA | FRA | BEL | Punti | Posizione |
| ------- | -------- | ----------- | --- | --- | --- | ----- | --------- |
| 1931    | Bugatti  | Bugatti T51 |     | Rit | 1   | 14    | 8º        |
| Legenda |          |             |     |     |     |       |           |

### Risultati nella 24 Ore di Le Mans
| Anno | Classe | N° | Gomme | Vettura                      | Squadra | Co-piloti    | Giri | Pos. Assol. | Pos. di Classe |
| ---- | ------ | -- | ----- | ---------------------------- | ------- | ------------ | ---- | ----------- | -------------- |
| 1931 | 5.0    | 6  | M     | Bugatti T50S Bugatti 5.0L S8 | Bugatti | Maurice Rost | 20   | DNF         | DNF            |